# Ideo-Realgesetz
Beim Ideorealgesetz handelt es sich um eine psychische Gesetzmäßigkeit; damit wird nicht nur das (ungewollte, automatische) Mitvollziehen einer Bewegung bezeichnet (Carpenter-Effekt), sondern darüber hinaus auch Gefühlsansteckung, Ausdrucksübertragung, ideomotorische Vorstellungen und ideomotorische Handlungen sowie Suggestion und Hypnose.
Das Ideorealgesetz wurde von Willy Hellpach als Erweiterung des Carpenter-Effektes definiert. „Jeder subjektive Erlebnisinhalt schließt einen Antrieb zu seiner objektiven Verwirklichung ein.“ (1933, S. 48). Experimentelle Belege für die Aussage existieren bislang nicht.